# Simone Sabbioni
Simone Sabbioni (Rímini, 3 de octubre de 1996) es un deportista italiano que compitió en natación, especialista en el estilo espalda.
Ganó dos medallas en el Campeonato Europeo de Natación de 2016 y siete medallas en el Campeonato Europeo de Natación en Piscina Corta, en los años 2015 y 2017.
Participó en dos Juegos Olímpicos de Verano, en los años 2016 y 2020, ocupando el cuarto lugar en Tokio 2020, en la prueba de 4 × 100 m estilos mixto.

## Palmarés internacional
| Campeonato Europeo                  | Campeonato Europeo     | Campeonato Europeo | Campeonato Europeo      |
| Año                                 | Lugar                  | Medalla            | Prueba                  |
| ----------------------------------- | ---------------------- | ------------------ | ----------------------- |
| 2016                                | Londres (Reino Unido)  | Medalla de plata   | 4 × 100 m estilos mixto |
| 2016                                | Londres (Reino Unido)  | Medalla de bronce  | 100 m espalda           |
| Campeonato Europeo en Piscina Corta |                        |                    |                         |
| Año                                 | Lugar                  | Medalla            | Prueba                  |
| 2015                                | Netanya (Israel)       | Medalla de oro     | 4 × 50 m estilos        |
| 2015                                | Netanya (Israel)       | Medalla de oro     | 4 × 50 m estilos mixto  |
| 2015                                | Netanya (Israel)       | Medalla de plata   | 50 m espalda            |
| 2015                                | Netanya (Israel)       | Medalla de bronce  | 200 m espalda           |
| 2017                                | Copenhague (Dinamarca) | Medalla de oro     | 50 m espalda            |
| 2017                                | Copenhague (Dinamarca) | Medalla de plata   | 100 m espalda           |
| 2017                                | Copenhague (Dinamarca) | Medalla de plata   | 4 × 50 m estilos        |